# Paul Haslinger
Paul Haslinger (11 de diciembre de 1962) es un intérprete y compositor de música electrónica y bandas sonoras nacido en Austria. Integrante entre 1986 y 1990 del grupo Tangerine Dream, actualmente reside y trabaja en Los Ángeles (Estados Unidos).
Ha obtenido reconocimiento por la composición de bandas sonoras para cine, televisión o videojuegos como Underworld: Awakening, Fear The Walking Dead o Resident Evil: The Final Chapter.

## Biografía

### Primeros años
Paul Haslinger nació en Linz (Austria). Su formación tuvo lugar en el Kollegium Aloisianum de los jesuitas. Posteriormente estudió profesionalmente música en la Academia de Música y en la Universidad de Viena. Durante este tiempo comenzó a ejercer como pianista y músico de sesión en Viena y actuó junto a artistas locales como Hypersax.

### Participación en Tangerine Dream
A finales de 1985 Haslinger se integró en el grupo de música electrónica Tangerine Dream con quienes permaneció hasta finales de 1990.

"A finales de 1985, Edgar Froese y Christopher Franke buscaban un sustituto de Johannes Schmoelling para su siguiente gira por el Reino Unido. Edgar tenía un estudio en Austria y estaba audicionando a varios músicos de sesión de Viena. Fui afortunado y, al parecer, causé buena impresión: me invitaron a unirme para la gira y, posteriormente, participar en el siguiente álbum (Underwater Sunlight) y convertirme en un miembro de tiempo completo. A la edad de 23 años fue un sueño hecho realidad que me permitió abandonar Austria, ver el mundo y ganarme la vida haciendo música."
Paul Haslinger sobre su participación en Tangerine Dream (Film Music Magazine, 2017) 

En esos años, además de proseguir su formación musical y participar en 4 giras internacionales, participó en la grabación de un total de 15 álbumes. Entre ellos se encuentran algunos de los más conocidos de la trayectoria del grupo como Underwater Sunlight (1986), Optical Race (1988) o Melrose (1990), y varias bandas sonoras como Shy People (1987) y Miracle Mile (1989).
Caso aparte supone la banda sonora Canyon Dreams, un álbum publicado por Miramar Records, que le supuso una nominación a los Premios Grammy 1991 en la categoría de Mejor Álbum de New Age.

### Carrera en Solitario
En 1991 Haslinger se traslada a Los Ángeles donde, además de crear su propio estudio de grabación, es contratado por Private Music propiedad del también ex-componente de Tangerine Dream Peter Baumann. Junto a John Baxter los tres emprenden un proyecto conjunto, denominado Blue Room, que publica únicamente una casete promocional homónima. De estilo similar al rock progresivo las canciones incluyen largas y complejas composiciones pero el álbum nunca se finalizó y el plan de publicarlo en 1993 no se materializó.

"Dejé Tangerine Dream en 1990 principalmente porque sentía que estábamos atrapados en patrones predecibles y que la dirección musical de la banda no iba en la buena dirección. Los Ángeles era un lugar con el que estaba muy familiarizado al haber estado de gira y por pasar temporadas mientras trabajaba componiendo bandas sonoras. Parecía ser más acogedora que otras ciudades en las que yo había residido y conocía a muchos amigos, músicos o no, con ideas y gustos afines. Fue mi segundo despertar musical."
Paul Haslinger sobre su establecimiento en Los Ángeles (Film Music Magazine, 2017) 

En 1994 Haslinger publicó su primer álbum en solitario, en el sello alemán Wildcat!, Future Primitive.

"Future Primitive es, a todos los efectos, un álbum instrumental. Las voces son simplemente voces de fondo y están ahí para servir las necesidades de Haslinger como productor y compositor. Lo mismo ocurre con los samplers que ofrece Haslinger: están destinados a complementar sus melodías, ritmos y sintetizadores."
Crítica de Alex Henderson en AllMusic 

Su segundo trabajo en solitario, World Without Rules, vio la luz en 1996 bajo el sello RGB Records.

"Dejando el puerto seguro de Tangerine Dream para afrontar el futuro incierto de la trayectoria en solitario Paul Haslinger ofrece una versión instrumental contemporánea del pop de la aldea global. Es un sonido no muy diferente al de los artistas experimentales de música electrónica, como Banco de Gaia y Transglobal Underground, pero Haslinger agrega el estilo de un compositor de bandas sonoras que da a World Without Rules su propio toque único."
Crítica de Bret Love en AllMusic 

Su tercer trabajo en solitario antes de dedicarse intensivamente a la composición de bandas sonoras, Planetary Traveler, se publicó en 1997.

"El disco viene con un CD-ROM que proporciona información sobre los viajeros y sus viajes. Pero lo importante es la música: un gran paisaje sonoro que combina el trabajo de secuenciadores de la Escuela de Berlín con sintetizadores sinfónicos y atmósferas expansivas. (...) Contó con la ayuda de Ian Boddy, Loren Nerell y Christopher Franke. El disco gustará a los aficionados de Boddy, Ron Boots, Klaus Schulze y Edgar Froese. Los coleccionistas de música espacial encontrarán este álbum esencial. Los oyentes esporádicos lo encontrarán interesante".
Crítica de Jim Brenholts en AllMusic 

En 2020 vio la luz su cuarto álbum en solitario, Exit Ghost, con un proceso de preproducción que se desarrolló durante más de ocho años. Considerado por la crítica musical un álbum encuadrable en la música ambient y neoclásica se destacó la utilización de melodías compuestas para piano, de amplios desarrollos, que marcan amplias diferencias respecto al trabajo previo de Haslinger tanto en sus bandas sonoras como en sus trabajos previos como solista. Al año siguiente vio la luz su continuación, Exit Ghost II, que ampliaba el número de composiciones.

"Con un propósito muy diferente al de gran parte del trabajo de Haslinger, Exit Ghost se siente mucho más como un viaje interior, asumiendo más riesgos que algunos de sus trabajos por encargo".
Crítica de Paul Simpson en AllMusic 

### Colaboraciones
También durante los años 90 Haslinger comienza a realizar varias colaboraciones para diferentes proyectos musicales: con el grupo de experimentación musical francés Lightwave, el artista de música ambient Brian Williams (Lustmord), las cantantes Anna Homler y Nona Hendryx o Jon Hassell. 
A partir de 1998 aceptó colaborar con el compositor neozelandés Graeme Revell para desarrollar conjuntamente bandas sonoras para cine. Trabajó como programador musical y arreglista en películas como The Negotiator (1998), The Siege (1998), Pitch Black (2000), Blow (2001) y Lara Croft: Tomb Raider (2001).
En los últimos años también volvió a realizar algunos de sus trabajos de música experimental, colaborando con Christian Fennesz y otros artistas relacionados con el sello discográfico británico Touch.

## Discografía
En Solitario
- Future Primitive (Wildcat Recording, 1994)
- World Without Rules (RGB Records, 1996)
- Planetary Traveler (Third Planet Entertainment, 1997)
- Exit Ghost (Artificial Instinct, 2020)
- Exit Ghost II (Artificial Instinct, 2021)

Bandas Sonoras
- Underworld - Original Score (Lakeshore Records, 2003)
- Rainbow Six: Vegas (Original Game Soundtrack) (Ubisoft, 2006)
- Shoot 'Em Up (Varèse Sarabande, 2007)
- Sleeper Cell: American Terror (Music From The Showtime Original Miniseries) (Lakeshore Records, 2007)
- Vacancy (Commotion Records, 2007)
- Need For Speed: Undercover (Original Videogame Soundtrack) (EA Recordings, 2008)
- Death Race (Original Motion Picture Soundtrack) (Intrada, 2008)
- Underworld: Rise Of The Lycans - Original Score (Lakeshore Records, 2009)
- Takers (Original Motion Picture Soundtrack) (Madison Gate Records, 2010)
- The Three Musketeers (Warner, 2011)
- Underworld: Awakening (Original Motion Picture Score) (Lakeshore Records, 2012)
- Halt And Catch Fire (Original Television Series Soundtrack) (Fire Records, Lakeshore Records, 2016)
- Resident Evil: The Final Chapter (Milan, 2017)
- It Speaks (Lakeshore Records, 2017)
- Halt And Catch Fire (Original Television Series Soundtrack, volume 2) (Lakeshore Records, 2019)
- Monster Hunter (Sony Classical, Milan Records, 2021)

Con Tangerine Dream
- Underwater Sunlight (1986)
- Vault IV (álbum en vivo grabado en 1986 publicado en 2005)
- Tonight's the Night (banda sonora inédita, 1987)
- Red Nights (banda sonora inédita, 1987)
- Zoning (1987)
- Tyger (1987)
- Three O'Clock High (banda sonora, 1987)
- Shy People (banda sonora grabada en 1987 publicada en 1988)
- Near Dark (banda sonora grabada en 1987 publicada en 1988)
- Livemiles (álbum en vivo, 1988)
- Optical Race (1988)
- Rockface (álbum en vivo grabado en 1988 publicado en 2003)
- Destination Berlin (banda sonora, 1989)
- Rainbow Drive (banda sonora inédita, 1989)
- Lily on the Beach (1989)
- Miracle Mile (banda sonora, 1989)
- East (álbum en vivo grabado en 1990 publicado en 2004)
- Melrose (1990)
- Canyon Dreams (banda sonora grabada en 1987 publicada en 1991)
- Dead Solid Perfect (banda sonora de 1989 publicada en 1991)
- L'Affaire Wallraff (banda sonora grabada en 1989 publicada en 1991)
- Deadly Care (banda sonora grabada en 1987 publicada en 1993)
- Catch Me If You Can (banda sonora grabada en 1989 publicada en 1994)
- Tangerine Dream Plays Tangerine Dream (2006)

Colaboraciones
- What We Need (con RIP) (Prophet Records, 1984)
- Structure Trilogy (con Lightwave) (1991)
- Blue Room (con John Baxter y Peter Baumann) (Private Music, 1992)
- Tycho Brahé (con Lightwave) (Crystal Lake, 1993)
- Made To Measure (con Lightwave) (1994)
- Mundus Subterraneus (con Lightwave) (1995)
- A Collection (con Lightwave) (1999)
- Caryotype (con Lightwave) (2002)
- Bleue Comme Une Orange (con Lightwave) (2004)
- Rainbow Six: Siege (Original Game Soundtrack) (con Ben Frost) (Ubisoft Music, 2015)

## Premios
- Premios Grammy (con Tangerine Dream) - Nominado por Canyon Dreams (1991)[11]
- Premios Emmy - Nominado por Sleeper Cell (2006)[20]
- Premios BMI - Ganador por Takers (2011)[21]
- Premios BMI - Ganador por Underworld: Awakening (2012)[22]
- Premios BMI - Ganador por Fear The Walking Dead (2017)[23]